# Episodi di Da un giorno all'altro (seconda stagione)
La seconda stagione della serie televisiva Da un giorno all'altro è stata trasmessa in anteprima negli Stati Uniti d'America dalla Lifetime tra il 15 agosto 1999 e il 12 marzo 2000.
| nº | Titolo originale                   | Titolo italiano | Prima TV USA      | Prima TV Italia |
| -- | ---------------------------------- | --------------- | ----------------- | --------------- |
| 1  | You Promise? I Promise             |                 | 15 agosto 1999    |                 |
| 2  | You Really Believe in That Stuff?  |                 | 22 agosto 1999    |                 |
| 3  | It's a Man's World                 |                 | 5 settembre 1999  |                 |
| 4  | Don't Say Anything                 |                 | 12 settembre 1999 |                 |
| 5  | Heads or Tails                     |                 | 19 settembre 1999 |                 |
| 6  | So This Is Intimacy?               |                 | 26 settembre 1999 |                 |
| 7  | It's Not You, It's Me              |                 | 10 ottobre 1999   |                 |
| 8  | Family Is Family                   |                 | 17 ottobre 1999   |                 |
| 9  | It's Not About the Butter (Part 1) |                 | 24 ottobre 1999   |                 |
| 10 | It's Not About the Butter (Part 2) |                 | 24 ottobre 1999   |                 |
| 11 | Elephants in the Room              |                 | 31 ottobre 1999   |                 |
| 12 | That's Our Son, Bobby              |                 | 28 novembre 1999  |                 |
| 13 | Say Something                      |                 | 5 dicembre 1999   |                 |
| 14 | Eyes Wide Open                     |                 | 12 dicembre 1999  |                 |
| 15 | A Parent's Job                     |                 | 19 dicembre 1999  |                 |
| 16 | Homegirl                           |                 | 2 gennaio 2000    |                 |
| 17 | From This Day On                   |                 | 9 gennaio 2000    |                 |
| 18 | Hey, Ugly!                         |                 | 16 gennaio 2000   |                 |
| 19 | Pay Your Dues                      |                 | 23 gennaio 2000   |                 |
| 20 | You Think I Am Lying to You?       |                 | 30 gennaio 2000   |                 |
| 21 | The Toolshed Behind the Church     |                 | 5 marzo 2000      |                 |
| 22 | Who Abandoned Who?                 |                 | 12 marzo 2000     |                 |